# Agapanthus
Agapanthus L'Hér. è un genere di piante erbacee perenni angiosperme monocotiledoni della Amarillidacee originarie dell'Africa australe.
È l'unico genere della sottofamiglia Agapanthoideae.

## Etimologia
Il nome deriva dal greco ἀγάπη (agàpe, "amore") e ἄνθος (ànthos, "fiore"), indicando quindi il fiore dell'amore. Conosciuto anche come "giglio africano" grazie alle sue origini.

## Descrizione
Il fiore di Agapanthus è di colore blu cielo ed è raccolto come a formare un grande ombrello: può raggiungere fino a 60 cm di altezza.
Le piante sono erbacee perenni, la sua linfa contiene saponina che è tossica per l'uomo, il cane e il gatto. Se ingerita può provocare vomito e diarrea, se avviene il contatto può essere irritante per la pelle. Si consiglia l'utilizzo dei guanti quando la si maneggia. 
In natura normalmente crescono singolarmente, ma in alcuni casi rari formano colonie. Le radici sono formate da rizomi simili a bulbi che si possono dividere per la loro propagazione, le foglie possono essere caduche o sempreverdi, lineari, arcuate nella parte superiore, verdi in tonalità dal chiaro allo scuro, opache o lucide, sottili o carnose in dipendenza della specie. I fiori, nella maggior parte delle specie blu cielo, possono presentare anche varianti sul lilla oppure totalmente bianchi.
Sono adatti a bordure o grandi contenitori, raggiungono fino a un metro di altezza e fioriscono a lungo, da luglio all'inizio settembre.
In estate bisogna annaffiare frequentemente, appena il terreno inizia a seccare. Non ama i ristagni. In inverno non è necessario irrigare ed è meglio trasportarlo in un luogo riparato. Se il bulbo resta interrato in giardino, invece, è bene pacciamare il terreno in modo da proteggerlo dal gelo. Il terreno deve essere concimato ma non troppo, onde evitare il forte sviluppo delle foglie a scapito della fioritura, che risulta più abbondante se prende il sole diretto per almeno sei ore al giorno nel periodo meno caldo. La potatura è molto semplice, basta pulire la pianta liberandola da fiori e foglie secchi.

## Tassonomia
Il genere comprende le seguenti specie:
- Agapanthus africanus (L.) Hoffmanns.
- Agapanthus campanulatus F.M.Leight.
- Agapanthus caulescens Spreng.
- Agapanthus coddii F.M.Leight.
- Agapanthus inapertus Beauverd
- Agapanthus praecox Willd.
- Agapanthus walshii L.Bolus

## Collezioni in Italia
La collezione di Agapanthus dei Giardini di Villa della Pergola di Alassio è oggi la più vasta in Europa con oltre 500 diverse tipologie e migliaia di esemplari. 
In piena fioritura tra giugno e luglio e visitabile, la collezione è certificata dalla SOI, Società di Ortoflorofrutticoltura Italiana.